# Vitalie Dani
Vitalie Dani (n. 12 ianuarie 1972) este un cântăreț și compozitor, artist al poporului din Republica Moldova.
A participat activ în Corul de Copii al Teleradiodifuziunii RSS Moldovenești. Primul câtec interpretat a fost Adio, pică frunza pe textul lui George Bacovia. Prima apariție în scenă în calitate de interpret a fost în anul 1991.
În 1994, era solist-vocalist la Teatrul de revistă „Olga Ciolacu”. În 1998 își susține primul concert solo. În 1993, fost distins cu Premiul special al juriului la festivalul internațional „Floare de Colț” România, iar în 1994 cu Premiul televiziunii române la festivalul teatrelor de revistă din Constanța. De asemenea, este laureat al Festivalului Internațional „Ialta” în 2003. La nivel de stat, a fost decorat cu titlul onorific „Maestru în Artă” în 2001 și cu titlul onorific „Artist al Poporului” în 2008.
Activează în cadrul Centrului de Cultură și Artă „Ginta Latină”.

## Discografie

### Albume
- 1997: Orheianca[5] (doar casetă audio[1])
- 2001: Titanica iubire[5]
- 2004: Dulcea mea[5]
- 2006: Mi-e dor de voi, prieteni[6]
- 2009: Când ești lângă mine tu[6]
- 2013: Cea mai cea[6]